# Трёхцветный опоссум
Трёхцветный опоссум (лат. Monodelphis brevicaudata) — вид млекопитающих семейства опоссумов.

## Описание
Длина тела 11 — 14 см. Длина хвоста 4,5 — 6,5 см. Голохвостый опоссум живёт в заселенных областях, он плохо лазает по деревьям и предпочитает оставаться на земле. Днем он скрывается в гнезде из листьев, которое строит в пустом стволе упавшего дерева или пне. На кормежку выходит ночью. Питается он семенами, побегами, фруктами, а также насекомыми, падалью и мелкими грызунами, которых умерщвляет сильным укусом в загривок. До 14 детенышей могут родиться в любое время года. Поскольку у самки нет сумки, то новорожденным приходится цепляться за соски и окружающую шерсть. Став постарше, они перебираются к матери на спину.

## Распространение
Встречается на востоке Колумбии, в Венесуэле (к югу от реки Ориноко в штатах Боливар и Амазонас) и северо-западной Бразилией (к северу от реки Негро и к западу от реки Бранко, в штатах Амазонас и Рорайма), Суринае, Гайане и Французской Гвиане.